# فوکوس‌رایت

## فوکوس رایت Focusrite
فوکوس رایت (Focusrite) نام یکی از شرکت‌های مطرح در تولید لوازم استودیویی و صدابرداری می‌باشد.
از تولیدات این شرکت می‌توان به کارت‌های صوتی سری Saffire ، Scarlett و پری آمپ‌های RED اشاره کرد که این پری امپ‌ها، یکی از مطرح‌ترین پری امپ‌های موجود در دنیا هستند.
کارت صداهای این شرکت به دلیل داشتن پری آمپ‌های با داینامیک رنج بالا ، جز محبوب‌ترین برنها در میان آهنگسازان و تنظیم کنندگان می‌باشد .شرکت‌های دیگری مانند دیجی دیزاین و آیکون در کارت صداهای خود از تکنولوژی پری آمپ‌های این شرکت استفاده می نمایند.

## تملک نوویشن
در سال ۲۰۰۴ شرکت فوکوس رایت با تملک Novation که یکی از تولید کنندگان بزرگ لوازم جانبی صدا از قبیل میدی کنترلر، میدی کیبرد، نرم‌افزارهای موسیقی الکترونیک است وارد حوضهٔ تولید لوازم جانبی موسیقی الکترونیک نیز شد.

## تولیدات
کارت‌های صدای Saffire
کارت‌های صدای Scarlett
VRMBox
Liquid Range
ISA Range